# Johan Kobborg
Johan Kobborg (Odense, 5 giugno 1972) è un ballerino, coreografo, direttore artistico e artista visuale danese.
È noto soprattutto come ballerino, essendo stato ballerino principale sia con il Balletto Reale Danese che con il Royal Ballet di Londra, oltre a fare apparizioni con altre compagnie di balletto. Dopo la sua partenza dal Royal Ballet nel 2013, è diventato direttore della Compagnia Nazionale di Balletto Rumeno fino al 2016.

## Biografia
Johan Kobborg nacque a Odense, in Danimarca, in una famiglia artistica; sua madre è un'ex artista di varietà e attrice e suo fratello è un attore. Fin da giovane, si era formato come tenore, ma lasciò il canto per riprendere a ballare.
Kobborg ha iniziato la sua formazione professionale un po' tardi, a 16 anni, frequentando la scuola del Balletto Reale Danese, dove fu istruito nel Metodo Bournonville di danza classica. Si diplomò nel 1991.

## Carriera professionale
Dopo il diploma, Kobborg entrò nel Balletto Reale Danese e fu promosso al grado di ballerino principale nel 1994, dopo il suo debutto nel ruolo di James in La Sylphide. Entrò a far parte del Royal Ballet nel 1999 e ballò la maggior parte delle parti principali del repertorio, tra cui il principe (Lo schiaccianoci, Cenerentola), Siegfried, Romeo, Onegin, Albrecht, Oberon, Rudolf, Des Grieux, Désiré e Principe Florimund. Tra i suoi ospiti figurano le danze con il Balletto Mariinskij, il Balletto Bol'šoj, il balletto della Scala, il Balletto Nazionale del Canada, il Balletto di Amburgo, il Balletto di Stoccarda, il balletto dell'Opera di Vienna e il Teatro San Carlo di Napoli.
Uno dei momenti salienti della sua carriera è la sua collaborazione con la ballerina rumena Alina Cojocaru. La collaborazione è iniziata nel 2001 dopo che i due hanno ballato in Romeo e Giulietta insieme dopo che la Cojocaru sostituì Miyako Yoshida che si era infortunata. Da allora la partnership tra Kobborg e la Cojocaru è stata considerata una delle più grandi di tutti i tempi ed è stata persino paragonata alla collaborazione di Margot Fonteyn e Rudol'f Nureev. Hanno ballato insieme non solo al Covent Garden, ma anche in tutto il mondo grazie alla popolarità internazionale.
Nonostante le speculazioni dei media sul fatto che Kobborg si sarebbe ritirato dalle scene per sostituire Dame Monica Mason come direttore artistico del Royal Ballet nel 2012, in seguito fu annunciato che Kevin O'Hare sarebbe stato il successore della Mason. Kobborg in precedenza aveva declinato l'invito a candidarsi per la direzione del Royal Danish Ballet, ma in un articolo per il Daily Telegraph dichiarò che avrebbe sicuramente accettato tale invito a dirigere il Royal Ballet. Dall'annuncio della nomina di O'Hare, le speculazioni sulla stampa sul futuro a lungo termine di Kobborg con la compagnia si sono intensificate.
Nel giugno 2013 annunciò che lui e la Cojocaru avrebbero lasciato il Royal Ballet alla fine della stagione 2012/13. La loro ultima esibizione a Londra fu in Mayerling il 5 giugno, il suo 41º compleanno, seguita da esibizioni programmate il 10 e 12 luglio con la compagnia a Tokyo.
Dopo la sua partenza dal Royal Ballet, nel dicembre 2013, Kobborg diventò direttore artistico della Compagnia nazionale del balletto rumena a Bucarest, con la quale ottenne un contratto di quattro anni. Anche la Cojocaru entrò a far parte della compagnia come ballerina principale. Tuttavia, nel 2016, è accaduto uno scandalo nell'amministrazione, che comportò le dimissioni di Kobborg e Cojocaru dalla compagnia. I due furono poi successivamente interdetti dal Teatro dell'Opera Nazionale di Bucarest.

## Premi
Kobborg è stato anche destinatario di numerosi premi e riconoscimenti, tra cui il Nureyev International Competition (Grand Prix 1994), USA International Competition, Jackson, USA (Grand Prix 1994) e l'Erik Bruhn Competition (1993) e ha ricevuto una nomination al Laurence Olivier Awards nel 2006 per la sua produzione di La Sylphide.

## DVD
L'interpretazione di Kobborg come Albrecht in Giselle, al fianco di Alina Cojocaru come protagonista, è stata registrata nel 2006 ed è stata trasmessa in Inghilterra il 26 Dicembre. È stata pubblicata in DVD l'anno successivo.

## Vita privata
Kobborg vive con la sua fidanzata, Alina Cojocaru. Dopo la formazione della loro partnership fu confermato ufficialmente nel 2005 che avevano una relazione al di fuori dal palcoscenico. Nel maggio del 2011 mentre la Cojocaru faceva la sua comparsa con l'American Ballet Theatre, il suo compagno di ballo fu ferito, così Kobborg volò a New York inaspettatamente per colmare il vuoto e sorprese la Cojocaru quando le propose il suo trentesimo compleanno al Metropolitan Opera. Il loro fidanzamento fu annunciato poco dopo. Nel maggio 2017 la Cojocaru ha annunciato su Twitter che lei e Kobborg stavano aspettando il loro primo figlio. Il 10 ottobre 2017 Kobborg annunciò via Twitter che la Cojocaru aveva dato alla luce la loro figlia Thalia Chulpan.